# Nick Foles
Nick Foles, właśc. Nicholas Edward Foles (ur. 20 stycznia 1989 w Austin) – amerykański zawodnik futbolu amerykańskiego, występujący na pozycji quarterbacka. W rozgrywkach uniwersyteckich NCAA występował w zespole Arizona. Wybrany w drafcie w 2012 roku przez Philadelphia Eagles w lidze NFL. Foles rozegrał swój pierwszy mecz w zawodowej lidze podczas 10 tygodnia rozgrywek sezonu 2012, kiedy zastąpił kontuzjowanego Michaela Vicka.

## Wczesne lata
Urodzony i wychowany w Austin w stanie Teksas. Foles w 2007 roku ukończył Westlake High School. Te samą szkołę ukończyła wcześniej obecna gwiazda NFL, quarterback New Orleans Saints Drew Brees. Foles występując przez 2 lata w podstawowym składzie podał piłkę na odległość w sumie 5658 jardów, a także zdobył w ten sposób 56 przyłożeń. Oba osiągnięcia złamały rekordy szkolne ustanowione wcześniej przez Breesa. Zawodnik występował również w szkolnej drużynie koszykówki. Grając w podstawowym składzie przez 3 lata, dwukrotnie został wybrany MVP zespołu. Jako zawodnik koszykówki został zrekrutowany przez uczelnie Georgetown, Texas i Baylor.
Foles pierwotnie zdecydował się na wybór uczelni Arizona State, jednak później zmienił zdanie i wstąpił do Michigan State.

## College
Po spędzeniu roku na uczelni Michigan State, Foles zdecydował się na transfer do Arizony.
Po sezonie 2008 podstawowy rozgrywający zespołu, Willie Tuitama ukończył studia. Przed kolejnym sezonie Foles rywalizował o pozycję podstawowego quarterbacka z Mattem Scott. Po wiosennych treningach trenerzy podjęli decyzję, że to Scott zostanie starterem. Kierowali się głównie tym, że zawodnik ten był tzw. dual threat quarterbackiem. Pomimo dwóch zwycięstw przeciwko drużynom z uczelni Central Michigan oraz Northern Arizona, po przegranej w swoim trzecim meczu z uniwersytetem Iowa, Scott przestał występować w podstawowym składzie. Foles uzyskał wtedy możliwość pokazania swoich umiejętności, zostając starterem. W kolejnym meczu poprowadził on drużynę do zwycięstwa nad Oregon State, po czym występował w podstawowym składzie do końca sezonu. Zawodnik ukończył rok z 260 celnymi podaniami na 409 ogółem, podał w sumie na 2486 jardów, 19 przyłożeń oraz 9 przechytów. Ostatnim meczem w sezonie była porażka 0-33 przeciwko Nebrasce w Holiday Bowl.
W kolejnym sezonie, Foles od początku występował w podstawowym składzie. Poprowadził on swoją drużynę do rozpoczęcia sezonu z bilansem 7 zwycięstw i 1 porażki. Jego drużyna wygrała mecz przeciwko uczelni Iowa, która przed spotkaniem znajdowała się na 9. miejscu w rankingu drużyn uniwersyteckich. Foles poprowadził w tym meczu zwycięski drive, który zakończył się podaniem na przyłożenie do Buga Wright. W spotkaniu przeciwko Washington State, zawodnik odniósł kontuzję kolana, przez którą nie wystąpił w dwóch kolejnych meczach. Foles zakończył sezon ze zdobytymi 3191 jardami przez podania, 20 przyłożeniami oraz 10 przechytami. Statystyki te osiągnął pomimo nie wystąpienia w dwóch meczach. Na koniec sezonu przegrał w Alamo Bowl 10-36 przeciwko Oklahoma State.
Podczas sezonu 2011, Foles podał celnie 387 razy na 560 prób, dzięki podaniom zdobył 4334 jardy. Podał także na 28 przyłożeń i 14 przechytów. Zdobywając średnio 352,58 jarda na mecz ogółem, był najlepszym pod tym względem zawodnikiem w konferencji Pacyfic-12, a także piątym w pierwszej dywizji NCAA wśród konferencji FBS.
Foles ukończył uczelnię Arizona na kierunku komunikacja.

### Statystyki występów w rozgrywkach NCAA
| Sezon   | Drużyna | G  | GS | Podania | Podania | Podania | Podania | Podania | Podania | Podania | Podania | Bieg | Bieg | Bieg | Bieg | Sacked | Sacked | Fumbles | Fumbles |
| Sezon   | Drużyna | G  | GS | Att     | Comp    | Pct     | Yds     | Y/A     | TD      | Int     | Rtg     | Att  | Yds  | Avg  | TD   | Sack   | YdsL   | Fum     | FumL    |
| ------- | ------- | -- | -- | ------- | ------- | ------- | ------- | ------- | ------- | ------- | ------- | ---- | ---- | ---- | ---- | ------ | ------ | ------- | ------- |
| 2007    | MSU     | 1  | 0  | 8       | 5       | 62,5    | 57      | 7,1     | 0       | 0       | 122,4   | 0    | 0    | 0    | 0    | –      | –      | –       | –       |
| 2009    | ARIZ    | 12 | –  | 409     | 260     | 63,6    | 2486    | 6,1     | 19      | 9       | 125,6   | 27   | -73  | -2,7 | 3    | –      | –      | –       | –       |
| 2010    | ARIZ    | 11 | –  | 426     | 286     | 67,1    | 3191    | 7,5     | 20      | 10      | 140,9   | 35   | -113 | -3,2 | 1    | –      | –      | –       | –       |
| 2011    | ARIZ    | 12 | –  | 560     | 387     | 69,1    | 4334    | 7,7     | 28      | 14      | 145,6   | 43   | -103 | -2,4 | 0    | –      | –      | –       | –       |
| W sumie | W sumie | 36 | –  | 1403    | 938     | 66,9    | 10068   | 7,2     | 67      | 33      | 138,2   | 105  | -289 | -2,8 | 4    | –      | –      | –       | –       |

## Kariera w NFL

### Draft

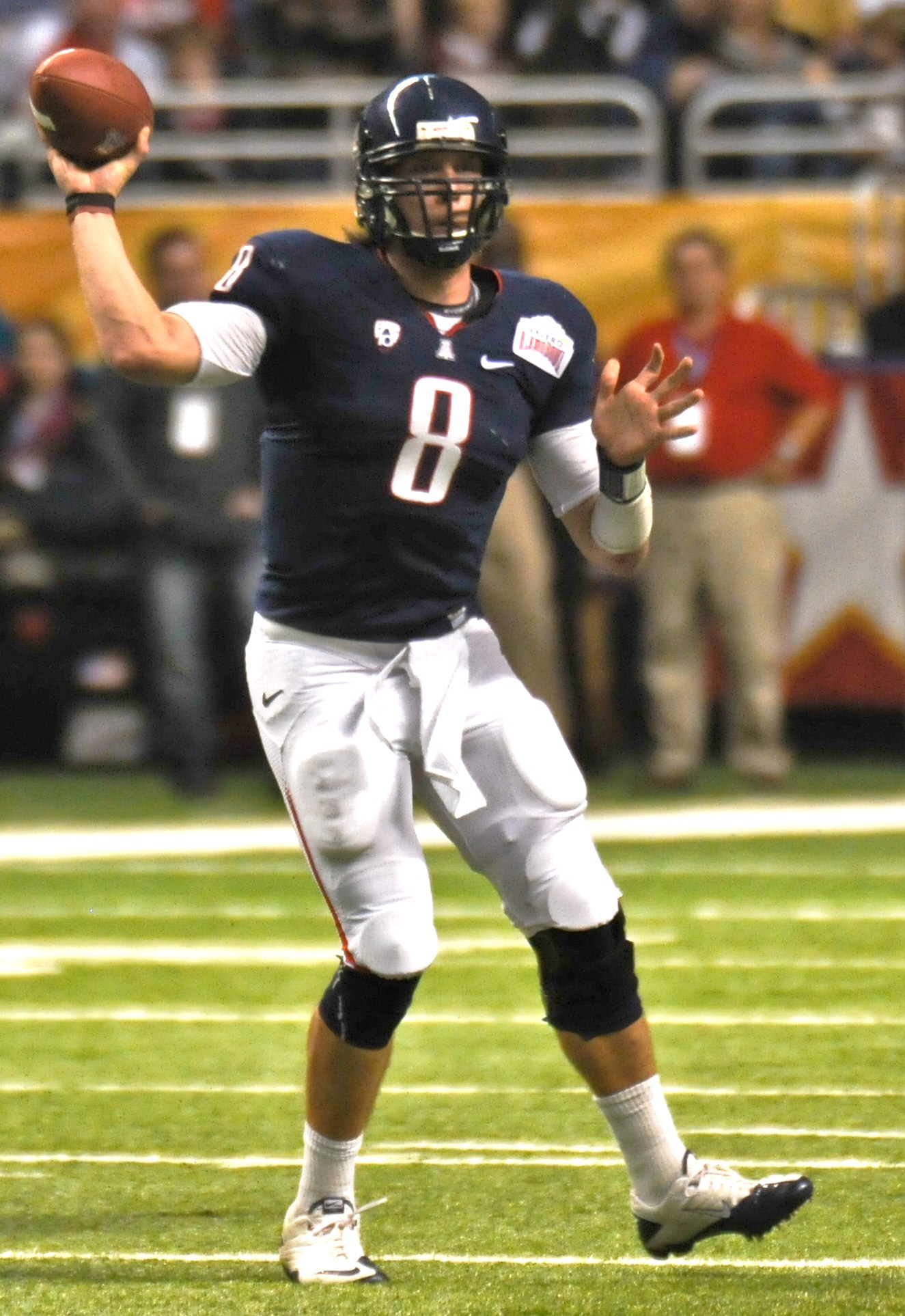
Foles podczas Alamo Bowl w 2010

Umiejętności Folesa zostały docenione przed ekpertów. Był uważany za jednego z lepszych zawodników na pozycji quarterbacka, którzy przystąpili do draftu. W kilku rankingach został umieszczony na 7. miejscu wśród rozgrywających.
Został wybrany w trzeciej rundzie (88. wybór) draftu NFL w roku 2012 przez zespół Philadelphia Eagles. Był siódmym rozgrywającym wybranym w drafcie w roku 2012.
| 198 cm             | 110 kg | 0,87 m | 5,13 s | 0,78 m | 2,85 m |
| Dane z NFL Combine |        |        |        |        |        |

### Philadelphia Eagles
Z drużyną z Filadelfii podpisał czteroletni kontrakt 21 maja 2012. Podczas treningów letnich wywalczył sobie pozycję quarterbacka nr 2 w drużynie, przez co z zespołu odszedł dotychczasowy zmiennik na tej pozycji Mike Kafka. Pomimo spekulacji prowadzonych przez media, Foles nie wybiegł na boisko w podstawowym składzie w meczu przeciwko New Orleans Saints 5 listopada (tydzień 9). Trener Andy Reid zadecydował, że starterem nadal pozostanie Michael Vick. Zawodnik zadebiutował tydzień później, w spotkaniu przeciwko Dallas Cowboys. Zajął miejsce kontuzjowanego w drugiej kwarcie Vicka. W debiucie poniósł porażkę 23-38. W meczu rzucił celnie 22 podania na 32 próby, na odległość 219 jardów. Rzucił swoje pierwsze podanie na touchdown, które złapał Jeremy Maclin oraz raz jego podanie zostało przechwycone.
W kolejnym meczu zawodnik cały czas pozostawał starterem ze względu na kontuzję, którą doznał Vick, jednak 3 grudnia trener Reid ogłosił, że to Foles będzie występował w podstawowym składzie do końca sezonu. Podczas czternastego tygodnia rozgrywek, 9 grudnia, młody rozgrywający odniósł swoje pierwsze zwycięstwo w NFL, grając przeciwko Tampa Bay Buccaneers. 23 grudnia podczas meczu z Washington Redskins, Foles złamał rękę, po czym trzy dni później został umieszczony na liście graczy kontuzjowanych i nie zagrał więcej w debiutanckim sezonie.
4 lutego 2018 zwyciężył ze swoją drużyną w 52 Super Bowl a sam zawodnik został wybrany MVP meczu.

### Statystyki występów w rozgrywkach NFL
| Sezon   | Drużyna | G | GS | Podania | Podania | Podania | Podania | Podania | Podania | Podania | Podania | Bieg | Bieg | Bieg | Bieg | Sacked | Sacked | Fumbles | Fumbles |
| Sezon   | Drużyna | G | GS | Att     | Comp    | Pct     | Yds     | Y/A     | TD      | Int     | Rtg     | Att  | Yds  | Avg  | TD   | Sack   | YdsL   | Fum     | FumL    |
| ------- | ------- | - | -- | ------- | ------- | ------- | ------- | ------- | ------- | ------- | ------- | ---- | ---- | ---- | ---- | ------ | ------ | ------- | ------- |
| 2012    | PHI     | 7 | 6  | 265     | 161     | 60,8    | 1699    | 6,4     | 6       | 5       | 79,1    | 11   | 42   | 3,8  | 1    | 20     | 131    | 8       | 3       |
| W sumie | W sumie | 7 | 6  | 265     | 161     | 60,8    | 1699    | 6,4     | 6       | 5       | 79,1    | 11   | 42   | 3,8  | 1    | 20     | 131    | 8       | 3       |

## Życie prywatne
Futbolista jest synem Larry'ego i Melissy Folesów. Ma dwie siostry Lacey i Katie.